# Edwin S. Morby
Edwin S. Morby (n. 1909 - f. 1985), hispanista estadounidense.

## Trayectoria
Profesor en la Universidad de Berkeley, dedicó gran parte de su labor investigadora a temas y problemas del teatro español, y en especial a la novelística de Lope de Vega, transformándose en un consumado lopista. Sus esfuerzos culminaron en la ejemplar edición crítica de La Dorotea (1958), cuya segunda edición revisada vio la luz diez años después (Berkeley: University of California Press, 1968 y Madrid: Castalia, 1968), modelo de erudición y minuciosa interpretación del texto. Con similar pericia hizo también la edición de una de las novelas pastoriles de Lope, La Arcadia (Madrid: Castalia, 1975). También ha editado algunos libros para la enseñanza y ha hecho traducciones, y se le deben artículos y ensayos sobre otros temas literarios españoles e hispanoamericanos.
- Datos: Q3048808